# Célia
A Célia a Cecília olasz, angol, francia alakváltozatából származik, de a Marcella rövidülése is lehet.

## Rokon nevek
Cecília, Cecilla, Cicelle, Cilla, Cili, Sejla, Seila, Zille, Marcella

## Gyakorisága
Az újszülötteknek adott nevek körében az 1990-es években szórványosan fordult elő. A 2000-es és a 2010-es években sem szerepelt a 100 leggyakrabban adott női név között.
A teljes népességre vonatkozóan a Célia sem a 2000-es, sem a 2010-es években nem szerepelt a 100 leggyakrabban viselt női név között.

## Névnap
június 3., november 22.

## Híres Céliák
- Celia Johnson, angol színésznő